# 尖花树属
尖花树属（学名：Richella）是番荔枝科下的一个属，为灌木植物。该属共有约56种，分布于热带地区。

## 下属物种
本属包括以下物种：
- Richella monosperma A.Gray
- Richella obtusata (Baill.) R.E.Fr.
- Richella obtusata Baill. ex Guillaumin
- Richella soyauxii (Sprague & Hutch.) R.E.Fr.